# Lepidochrysops handmani
Lepidochrysops handmani is een vlinder uit de familie van de Lycaenidae. De wetenschappelijke naam van de soort is voor het eerst geldig gepubliceerd in 1980 door Quickelberge.